# BlackBerry
BlackBerry fue una marca de teléfonos inteligentes desarrollada por la compañía canadiense BlackBerry, que integraba el servicio de correo electrónico móvil desde 1999; aunque incluía las aplicaciones típicas de un teléfono inteligente: libreta de direcciones, agenda, calendario, lista de tareas, bloc de notas, navegador, aplicaciones de redes sociales, así como cámara de fotografía integrada en todos los dispositivos. BlackBerry se hizo famosa por su teclado QWERTY incorporado, y por su capacidad para enviar y recibir correos electrónicos de Internet accediendo a las redes de las compañías de telefonía celular que brindaban este servicio. 
Debido a esta popularidad, el término blackberry también ha pasado a ser de uso común para hacer referencia a cualquier teléfono celular inteligente que incorpore un teclado completo.
BlackBerry solía usar un sistema operativo propio, el BlackBerry OS, el cual además de las prestaciones de un teléfono inteligente incorporaba su propio servicio de mensajería llamado BBM. Aunque posteriormente sus teléfonos emplearon el sistema operativo Android.
El término fue acuñado por la compañía de marcas Lexicon Branding, inspirándose en la semejanza de las teclas de los teléfonos BlackBerry con las drupas de las que está compuesta la mora.

## Historia

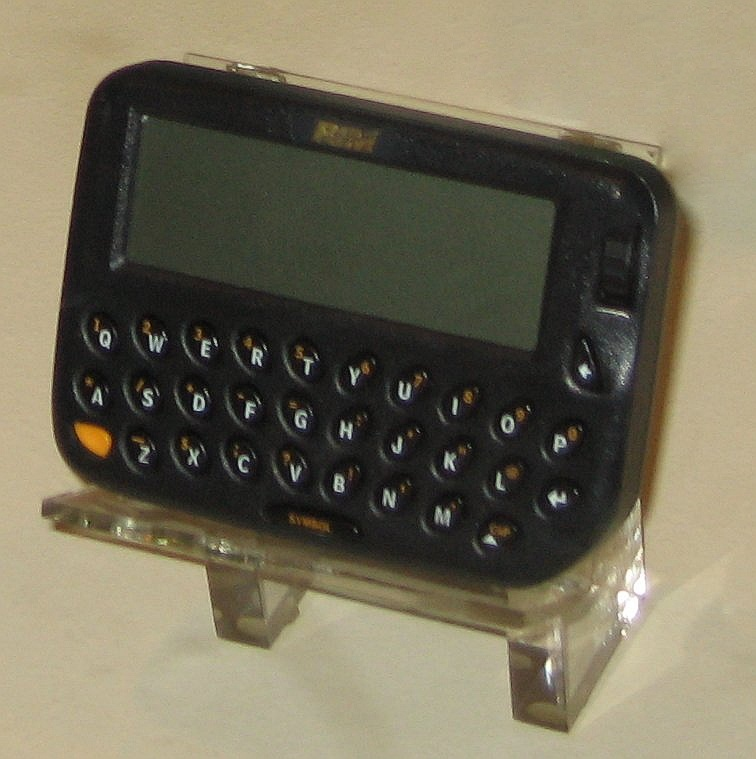
El 850, la primera BlackBerry

El primer dispositivo de la familia fue la BlackBerry 850, el dispositivo móvil tenía un teclado completo, lo que era inusual en ese momento. Podía enviar mensajes, acceder al correo electrónico, enviar y recibir páginas de internet completas e implementaba una agenda para organizar tareas, con tan solo una pequeña pantalla que podía mostrar ocho líneas de texto. En cierta manera era más parecido a un Mensáfono que a un teléfono inteligente. Se puso a la venta por primera vez en  1999 en la ciudad de Múnich, Alemania.
Los dispositivos originales RIM 850 y 857 de BlackBerry utilizaban la DataTAC (tecnología de red inalámbrica de datos desarrollada por Motorola). En 2003, se lanzó el más conocido smartphone BlackBerry que se presentaba como un teléfono móvil con servicio de correo electrónico, mensajería y navegación web, entre otros servicios inalámbricos.
BlackBerry ganó cuota de mercado en la industria móvil gracias a sus esfuerzos en la mejora de los servicios de correo electrónico, ofreciendo este servicio en otros dispositivos móviles, aunque no fuesen de BlackBerry, como por ejemplo el Palm Treo. El dispositivo BlackBerry original tenía una pantalla monocromática, mientras que los modelos más recientes instalados fueron de color.
En 2011, BlackBerry contaba con el 3% sobre todas las ventas de teléfonos móviles a nivel mundial, haciendo de su fabricante el sexto más famoso con la cuota de mercado del 25 % de todos los teléfonos inteligentes.
El servicio BlackBerry estaba disponible en 91 países y en más de 500 operadores a nivel mundial, alcanzando en el año 2012 los 80 millones de suscriptores.
En 2011, América Latina y el Caribe obtuvieron las ventas más altas de la historia de teléfonos BlackBerry en todo el mundo, alcanzando el 45% de usuarios, lo que supone un récord nunca superado de distribución de teléfonos móviles y de cuota de mercado en una zona en concreto.
El uso masivo y la devoción de muchos usuarios de los teléfonos BlackBerry originó una palabra nueva para referirse a la adicción de los terminales de esta compañía: CrackBerry. Este uso se extendió de tal forma, que en noviembre de 2006 fue incluida la palabra CrackBerry en el diccionario Webster's New World Dictionary, siendo tratada como la Nueva Palabra del Año.
Los expertos aseguran que el éxito de la compañía se debió a la innovación en el mercado de los teléfonos inteligentes con el uso del teclado QWERTY y el sistema de mensajes conocido como pin.
El peso en el mercado de la compañía fue decayendo, hasta llegar a generar pérdidas de 1000 millones de dólares durante el 2014 y el despido de hasta 4500 empleados, lo que supone un 40 % del total de la plantilla. Este descenso fue motivado por la aparición de nuevas aplicaciones de mensajería IP como WhatsApp o LINE y, sobre todo, por la carencia de nuevas tecnologías en comparación con sus rivales Samsung, Apple y Google.
El declive de la compañía fue progresivo desde el año 2011, en el cual se registraron 17 000 empleados y una cuota del mercado estadounidense de casi el 14 %, hasta el año 2013, en donde se alcanzó sólo un 3 % de cuota de mercado, colocando a la compañía al borde de la extinción.
En 2013, Blackberry negoció su venta, o parte de la misma, con la compañía canadiense Fairfax, con la que no se llegó a ningún acuerdo.
El lunes 4 de noviembre de 2013 el director ejecutivo Thorsten Heins, y su mano derecha, David Kerr fueron destituidos, y se nombró a John Chen como nuevo director ejecutivo. La compañía recibió una inyección de capital de 1000 millones de dólares y comunicó su intención de seguir siendo una compañía independiente.
En enero de 2022 la compañía anunciaba que sus dispositivos móviles, famosos y muy demandados entre 2005 y 2010, perderían toda funcionalidad y dejarían de actualizarse y de conectarse a Internet, cosa que ocurrió el 4 de ese mes. Actualmente el mercado de la telefonía móvil solo supone el 7,2% del volumen de negocio de BlackBerry ya que la empresa ha centrado sus negocios en los sectores de la ciberseguridad y el llamado Internet de las Cosas.

## Decadencia
BlackBerry, como otras marcas como Nokia, HTC o incluso LG, sufrieron este infortunio suceso principalmente por estancarse en lo que en el pasado les funcionaba como el teclado físico y ofrecer productos experimentales para el público. Aún en tiempos modernos, el BlackBerry KeyOne o el Key2 contaban con esta característica, sin embargo, la reducción de los marcos en los teléfonos inteligentes modernos era cada vez más notoria, y Blackberry nunca tomó la decisión en implementar un cambio para adaptarse al mercado actual, al igual que su sistema operativo BlackBerry OS, quedaba corto en aplicaciones primordiales como WhatsApp, apps de mensajería, juegos y apps de utilidad.
En 2021, BlackBerry lanzaría al mercado el BlackBerry Key2, un dispositivo de gama media que recibió críticas mixtas principalmente por la incorporación del teclado físico debajo de una diminuta pantalla de 4.5 pulgadas en relación 3:2 con un procesador de gama media, buena construcción pero era un teléfono bastante incómodo de agarrar por el teclado físico. 
Para 2021, existían dispositivos rivales con pantallas de 6 a 6.7 pulgadas de diagonal como el Galaxy S21 o el iPhone 12, que compartían casi el mismo precio tras tiempo en el mercado, con mayor comodidad y aprovechamientos del panel frontal. El teclado tenía como limitante la falta de practicidad al escribir, como las diminutas teclas que también solían quedar más pequeñas que un teclado digital común, la ubicación era bastante abajo y una batería mediana que no daba para la jornada laboral y una doble cámara de 12 megapíxeles.
Aunado a que el dispositivo salió con un precio bastante alto para lo que ofrecía, el fracaso inminente era claro y BlackBerry decidió cerrar sus operaciones móviles.

## Navegación

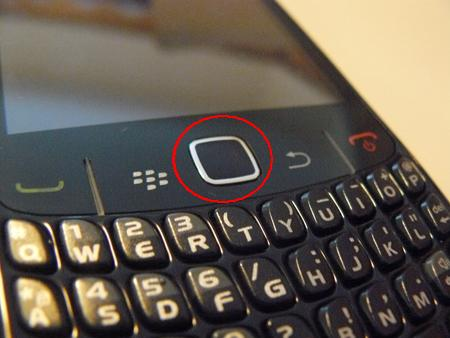
Detalle del característico Trackpad central.

La mayoría de los modelos actuales de BlackBerry traen incorporado un teclado QWERTY (a excepción de los nuevos teléfonos con sistema operativo OS 10 aunque el Q10 y Q5 si lo incorporan) aunque otros incluyen un teclado SureType; pero no todos los modelos tienen teclado ya que también hay varios modelos de pantalla táctil.
El sistema de navegación se logra principalmente por una bola de desplazamiento, o Trackball, en el centro del aparato; los más antiguos utilizan una rueda de pista en el lado, y en los nuevos dispositivos, se navega mediante un botón o almohadilla sensible a la fricción; el trackpad en lugar de la rueda de desplazamiento. Algunos modelos también incorporan un Push to Talk (PTT, presiona para hablar en inglés), aunque este servicio depende del operador. El único equipo que dispone de un Push To Talk real es el Blackberry de la Serie Curve 8350i que utiliza una red iDen, y que no es compatible con redes GSM o CDMA ya que trabaja con bandas de máximo 840 MHz.

## BlackBerry Messenger

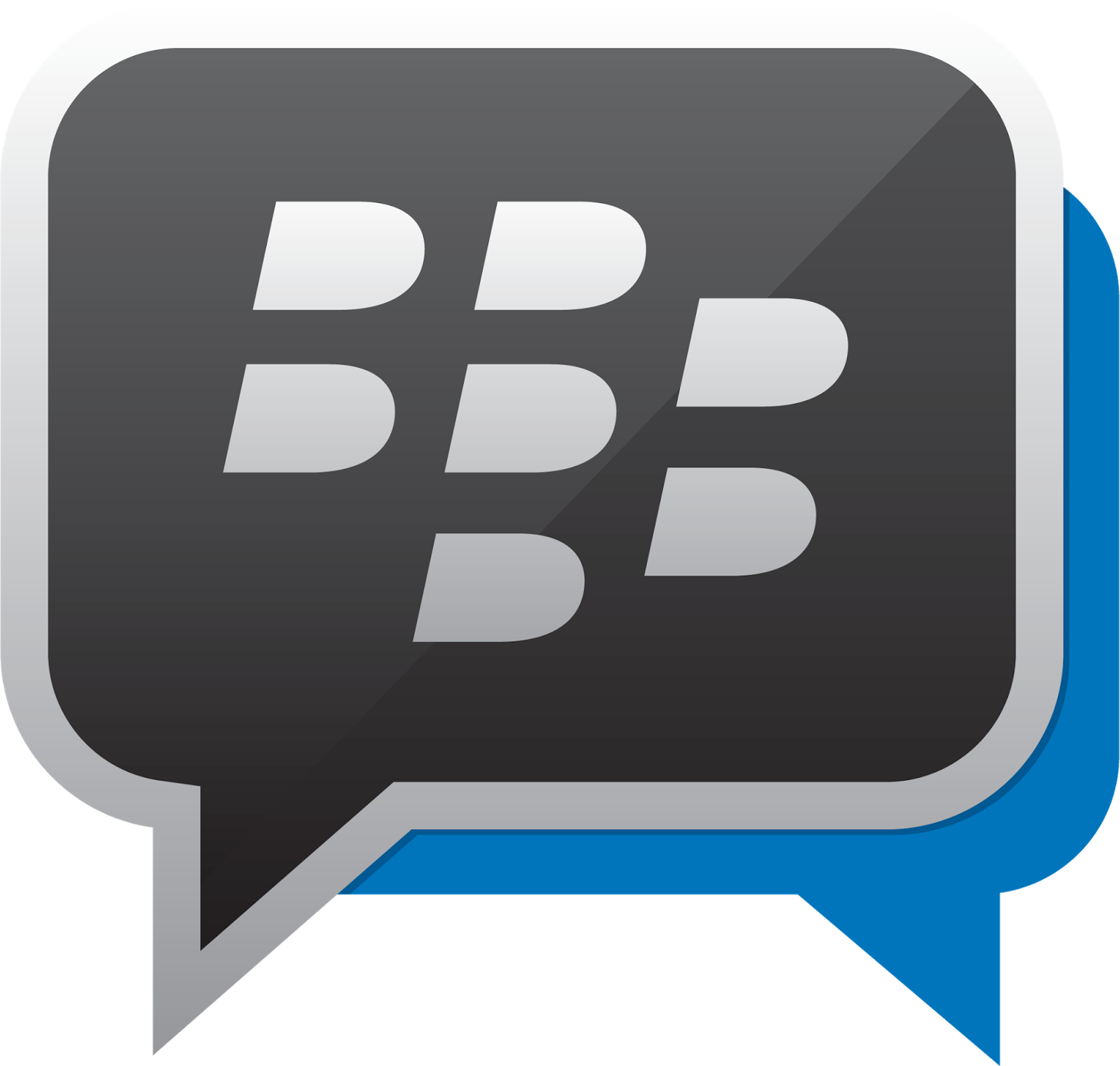
Logo de BlackBerry Messenger (BBM)

BlackBerry Messenger, abreviado BBM, mensajería de BlackBerry, fue una aplicación de mensajería instantánea que era exclusiva para los teléfonos inteligentes de la marca Blackberry. No obstante, a partir del 21 de octubre de 2013, se liberó una versión de la aplicación para otros teléfonos inteligentes con sistema operativo iOS, Android y Windows Phone.
El BBM le permitía al usuario chatear con sus contactos de Blackberry, da la oportunidad de comunicarse al instante y se puede ver con claridad cuando el receptor de tu mensaje lo ha recibido, leído y te está respondiendo. Funciona a través de un código PIN y se puede personalizar con una foto de perfil y añadirle una frase e incluso mostrar la música que el usuario está escuchando.
En las versiones del año 2014 incluso se puede eliminar el mensaje del teléfono receptor, siempre y cuando el mensaje no haya sido leído. Esta posibilidad supuso un hito revolucionario dentro de la mensajería instantánea, ya que permitía rectificar un mensaje enviado por error.
En 2019 la app fue descontinuada debido a una baja cantidad de usuarios y de uso después de 13 años de historia.

## PIN/ID
BlackBerry PIN es un número de identificación hexadecimal de ocho caracteres asignado a cada dispositivo BlackBerry. El pin no se puede cambiar manualmente en el dispositivo (aunque los técnicos de BlackBerry son capaces de hacerlo). Los dispositivos pueden enviar mensajes entre sí usando el pin directamente o mediante el uso de la aplicación BlackBerry messenger.

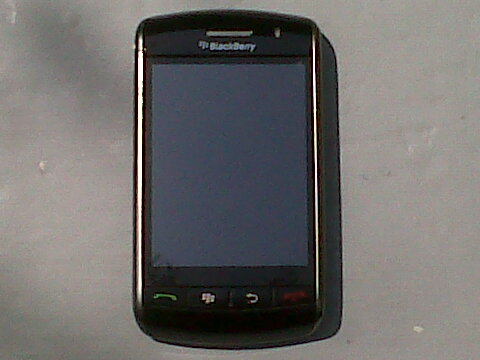
Blackberry Storm 1.

En septiembre de 2012 RIM anunció que el PIN de BlackBerry sería reemplazado por el ID BlackBerry a partir de 2013 con el lanzamiento de la plataforma BlackBerry 10.
El BlackBerry ID ofrece acceso a las apps de BlackBerry y conserva toda su información en el caso de ser necesario un cambio de dispositivo, permitiendo que toda la configuración se pueda exportar al nuevo terminal.

## Procesador
Los nuevos teléfonos BlackBerry incorporan un procesador ARM 7 o 9.
Los BlackBerry de la serie 950 y 957 utilizaban procesadores de la marca Intel.
Los modelos 8100, 8300 y 8700 Series tienen un procesador Intel 312 MHz, 64 Mb de memoria flash y 16 Mb de memoria SDRAM.
Los teléfonos inteligentes BlackBerry se basan en los chipsets de Qualcomm, los que también contiene el procesador ARM 9 de base e incluye hasta 256 MB de memoria flash.
Los últimos equipos de la serie Bold y Torch traen un Procesador QC de hasta 718 Mb y velocidad de 1.2 Ghz.
La BlackBerry Z30 viene con un procesador Qualcomm de 1.7 GHz.
La BlackBerry Passport viene equipada con 4 procesadores Qualcomm Snapdragon de 2.26 GHz.

## Sistema operativo

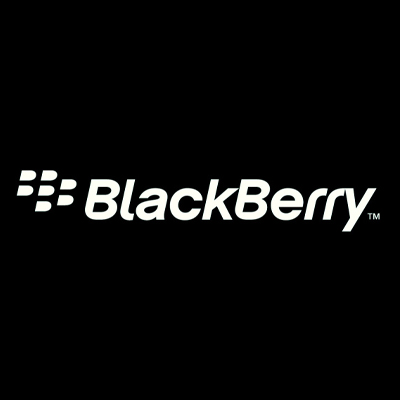
Imagen corporativa de la compañía

RIM proporciona un sistema operativo multitarea para todas las BlackBerry, lo que permite un uso intensivo de los dispositivos de entrada disponibles en los teléfonos, en particular la rueda de desplazamiento (años 1999-2010) y el trackpad (desde septiembre de 2009 hasta el presente). El sistema operativo proporciona soporte para Java MIDP 1.0 y WAP 2.0. Las versiones anteriores permitían la sincronización inalámbrica con Microsoft Exchange Server para el correo electrónico y calendario, al igual que con el correo electrónico Lotus Domino. El actual sistema operativo (se usan OS 5.0, 6.0, 7.0 y 10) proporciona un subconjunto de MIDP 2.0 y permite una activación inalámbrica completa; además, se sincroniza con Exchange de correo electrónico, calendario, tareas, notas y contactos, y añade un soporte para Novell GroupWise y Lotus Notes.
La radio (o Telephonic Support System) es el sistema mediante el cual, en conexión con el IMEI del dispositivo, permite disfrutar de la total conexión al teléfono. Sin esta, y por tanto sin el IMEI, el dispositivo sería incapaz de funcionar correctamente, debido a cambios imprevistos en el sistema.
En 2013, una de las primeras decisiones que adoptaron los fabricantes fue despedirse de su marca RIM para sustituirla por la imagen pública de la compañía. BlackBerry pasará a ser el nuevo nombre de la empresa. Y BlackBerry Hub es el núcleo de comunicaciones del BB10. Incluye soporte nativo para las redes sociales: Facebook, Twitter, LinkedIn, mensajes o correo electrónico, además ofrece al usuario la posibilidad de entrar y publicar actualizaciones desde cualquier sitio, incluyendo su calendario.

## Acceso de las agencias de inteligencia

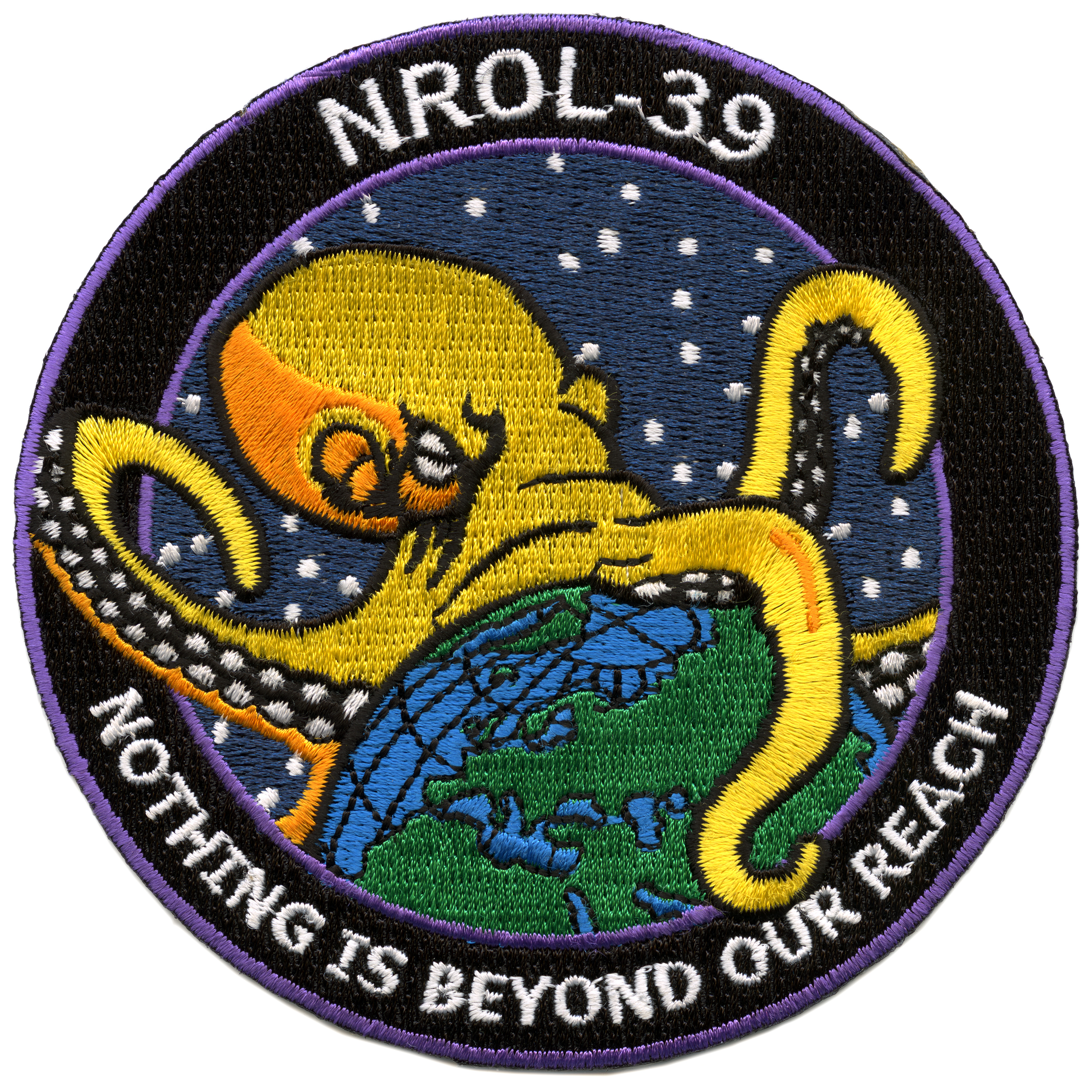
Vigilancia mundial

Las revelaciones acerca de la vigilancia mundial de 2013 sacaron a la luz que las agencias de inteligencia de Estados Unidos y Reino Unido, la NSA y el GCHQ, respectivamente, tienen acceso a los datos de los usuarios de Blackberry. Las agencias son capaces de obtener prácticamente toda la información contenida en estos teléfonos, incluyendo fotografías, SMS, geolocalización, correos electrónicos y notas.
Los documentos revelaron que la NSA es capaz de acceder a los correos electrónicos, ver y leer el tráfico de mensajes SMS. Durante parte de 2009, la NSA fue incapaz de acceder a los sistemas de Blackberry, pues se cambió la forma de comprimir los datos, pero el acceso fue restablecido en poco tiempo por el GCHQ. En respuesta a estas filtraciones, la empresa declaró: «no nos compete a nosotros hacer comentarios sobre los informes publicados por los medios sobre una supuesta vigilancia gubernamental del tráfico de las telecomunicaciones», a lo que añadió: «nosotros no hemos establecido ni existe una puerta trasera en nuestra plataforma».
Hay que señalar que esta vigilancia por parte de las agencias de inteligencias no se limitó a Blackberry, sino que también se usaron técnicas similares en dispositivos Android o iOS.

## El gran salto

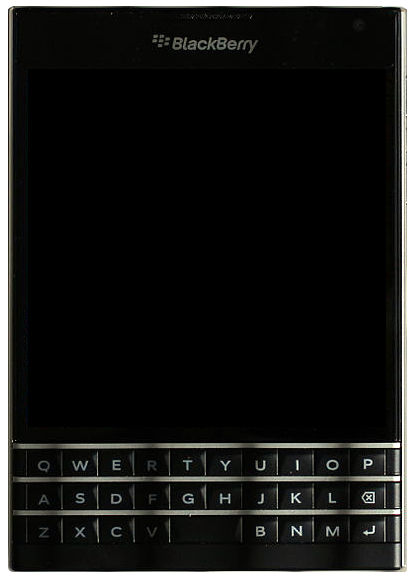
Blackberry Passport, el último modelo con una gran pantalla táctil cuadrada y un teclado de uso táctil.

RIM anunció, en febrero de 2009, que estaba expandiendo sus operaciones globales mediante la apertura de una oficina y centro de entrenamiento en el norte de Sídney, Nueva Gales del Sur, Australia. La nueva oficina cuenta con los servicios de formación, un centro de investigación y desarrollo, un centro de comercialización para socios estratégicos, y servicios de apoyo técnico. Proporciona una fuerza de trabajo total de 12.000 empleados en todo el mundo. Esto permitió que la popularidad de BlackBerry regresara a nivel mundial (sobre todo en Latinoamérica y Europa), y aumentara con los años hasta igualar las ventas, las ganancias millonarias y la fama en el rubro telefónico de marcas como Nokia, Sony Ericsson y Samsung. Esto se debió principalmente a la innovación y los lanzamientos al mercado de nuevos modelos.
El 12 de abril de 2010, RIM llegó a un acuerdo con Harman Internacional para adquirir QNX Software Systems. Los ejecutivos de BlackBerry declararon que estaban muy entusiasmados con el proyecto de adquisición de QNX Software Systems y esperaban con interés la colaboración permanente entre Harman, QNX y RIM para integrar y mejorar aún más la experiencia del usuario entre los teléfonos inteligentes, los vehículos de audio, sistemas de información y entretenimiento, según manifestó Mike Lazaridis, presidente y co-CEO de RIM. Con estas declaraciones quedaron patentes los planes de expansión de la compañía.
El 30 de enero de 2013 fue presentado en Nueva York el nuevo sistema operativo BlackBerry 10 y dos de sus nuevos dispositivos, los revolucionarios BlackBerry Z10 y BlackBerry Q10.
En 2014 se presentó Passport, constituyéndose como un híbrido entre un teléfono inteligente, una tableta y un libro electrónico.

## Usuarios famosos

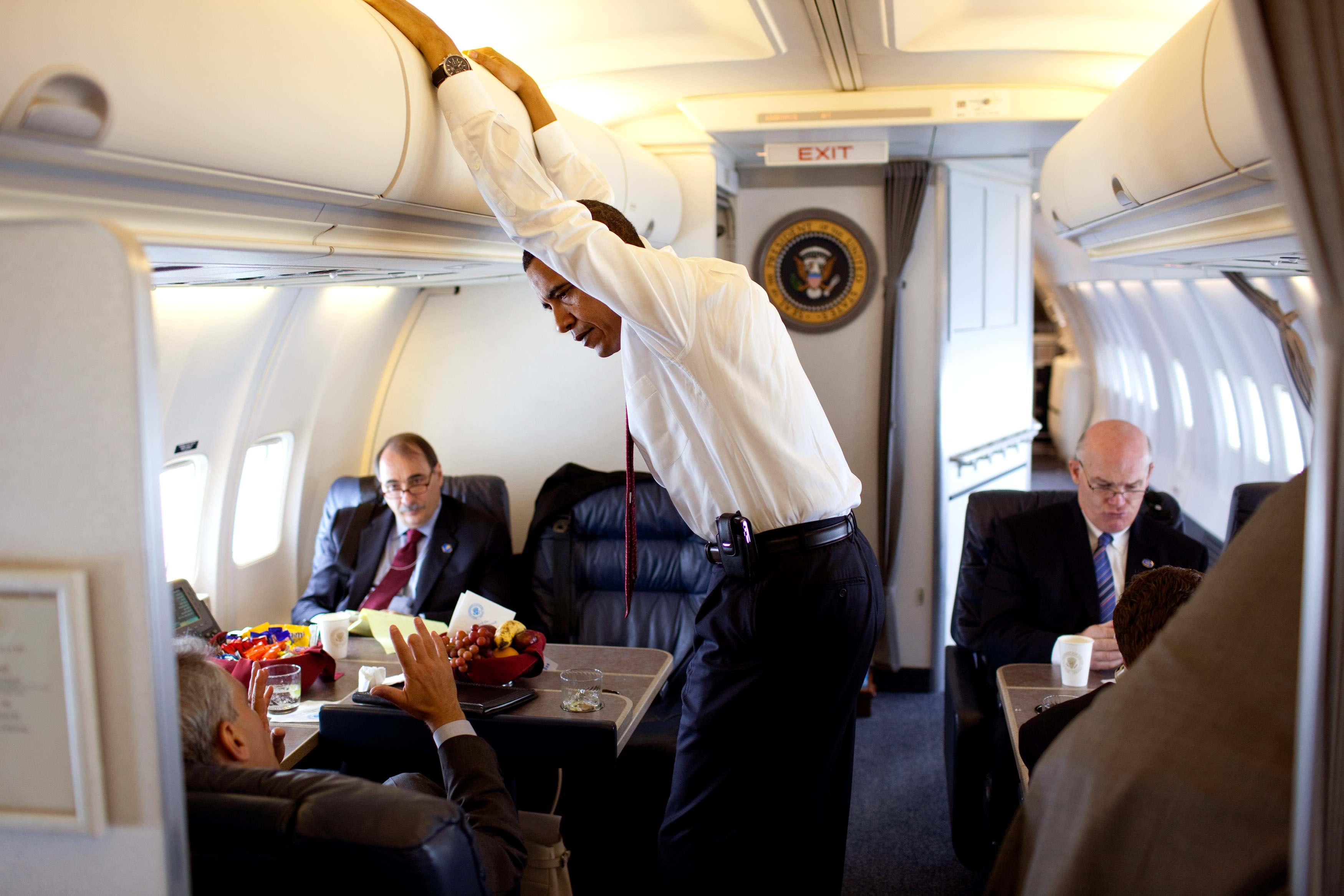
El expresidente Obama con su BlackBerry en la funda en un vuelo a Caen, Normandía, Francia, 2009.

Las funciones de cifrado avanzadas del teléfono inteligente BlackBerry hace que sea elegido por funcionarios de las agencias gubernamentales.

### Barack Obama, presidente de Estados Unidos
El presidente de Estados Unidos, Barack Obama, famoso por su dependencia de un dispositivo BlackBerry para la comunicación durante su campaña presidencial de 2008. A pesar de los problemas de seguridad que presentaba la compañía en ese momento, insistió en usarlo.

### Altos funcionarios
Un ejemplo es la Policía de West Yorkshire, que ha permitido el incremento de la presencia de agentes de la policía a lo largo de las calles y la reducción del gasto público, teniendo en cuenta que cada oficial podría realizar trabajo de gestión directamente a través del dispositivo móvil, así como en otras áreas y situaciones. El Gobierno Federal de Estados Unidos y el Departamento de Defensa también fueron ejemplos destacados de los usuarios de dispositivos BlackBerry, este último organismo, incluso declaró que los teléfonos BlackBerry eran «esenciales para la seguridad nacional» debido a la gran número de usuarios de BlackBerry en el gobierno. El alto estándar de cifrado hizo de los teléfonos inteligentes BlackBerry y la tableta PlayBook únicos, ya que se han aplicado en otros dispositivos, incluyendo la mayoría de los dispositivos de Apple.

### Uso por transportistas
En el Reino Unido, South West Trains y Northern Rail han entregado dispositivos BlackBerry a los guardias con el fin de mejorar la comunicación entre el control, los guardias y los pasajeros.
En Canadá, Toronto y muchos otros municipios de Canadá han entregado dispositivos BlackBerry para la mayoría de sus empleados, incluyendo el transporte, el personal técnico de agua y la inspección de operaciones y todo el personal de gestión con el fin de mejorar la comunicación entre las empresas constructoras contratadas.
En la India, la policía de tráfico en la ciudad sureña india de Bangalore ha comenzado a utilizar los dispositivos BlackBerry para imprimir recibos electrónico por infracciones de tráfico. También se utilizan para cargar los detalles de los casos reservados y para recuperar auto y el conductor información de licencia.

### Otros usuarios
Eric Schmidt, presidente ejecutivo de Google, es un usuario de BlackBerry desde hace mucho tiempo. Aunque los teléfonos inteligentes con el sistema operativo Android de Google son competidores de BlackBerry, dijo Schmidt en una entrevista de 2013 que utiliza un BlackBerry porque prefiere su teclado.
Kim Kardashian, Khloe Kardashian, Angela Merkel, Tim Allen y Christina Aguilera son usuarios famosos de BlackBerry.
El grupo mafioso Ndrangheta informó en febrero de 2009 haberse comunicado con el Cártel del Golfo, un cártel de drogas mexicano, a través del uso de la BlackBerry, ya que los textos son «difíciles de interceptar».

## Cifra de usuarios de BlackBerry

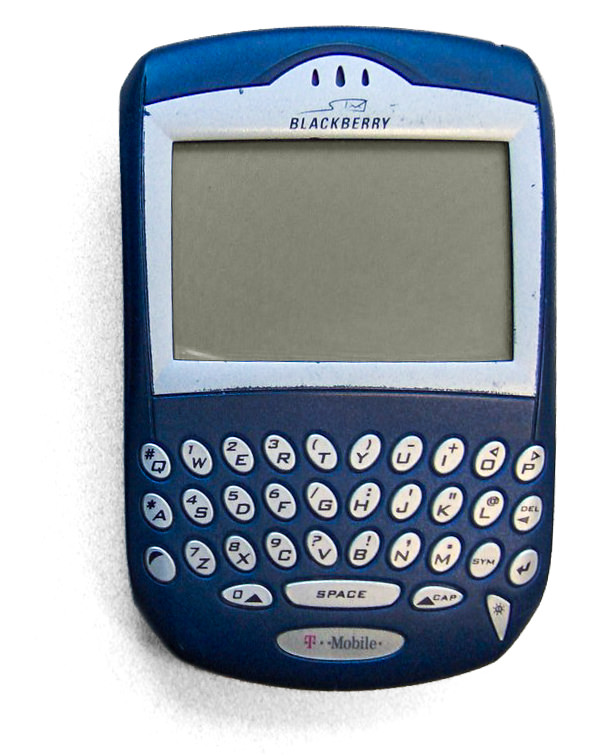
BlackBerry 7230, uno de los primeros dispositivos de la compañía

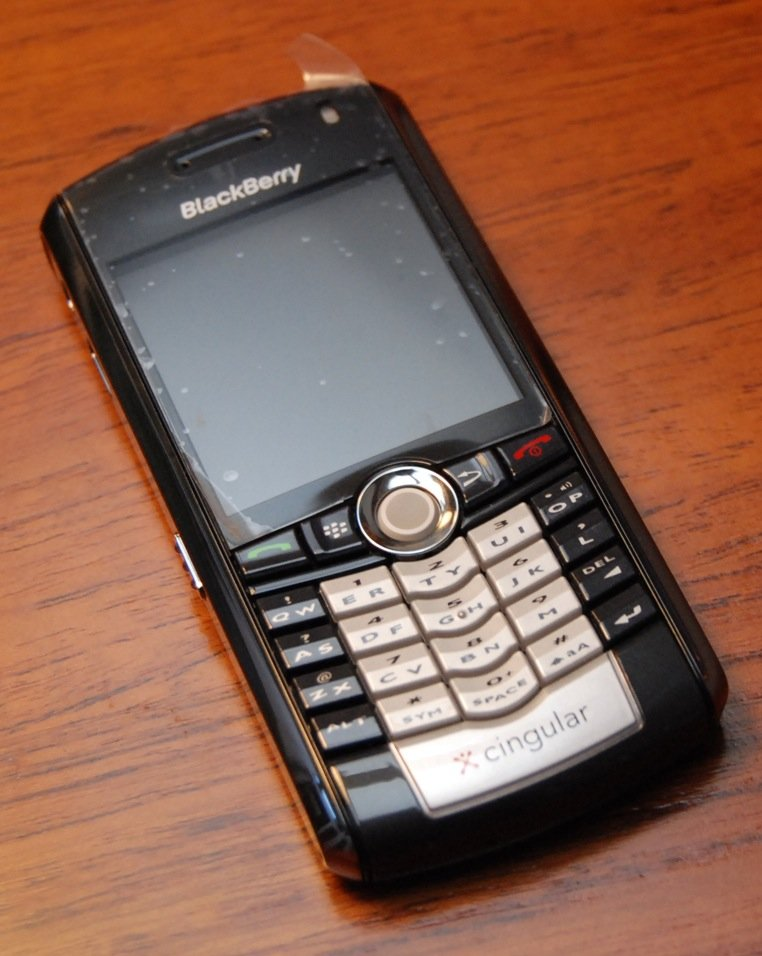
BlackBerry Pearl

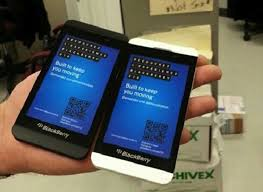
BlackBerry Z10

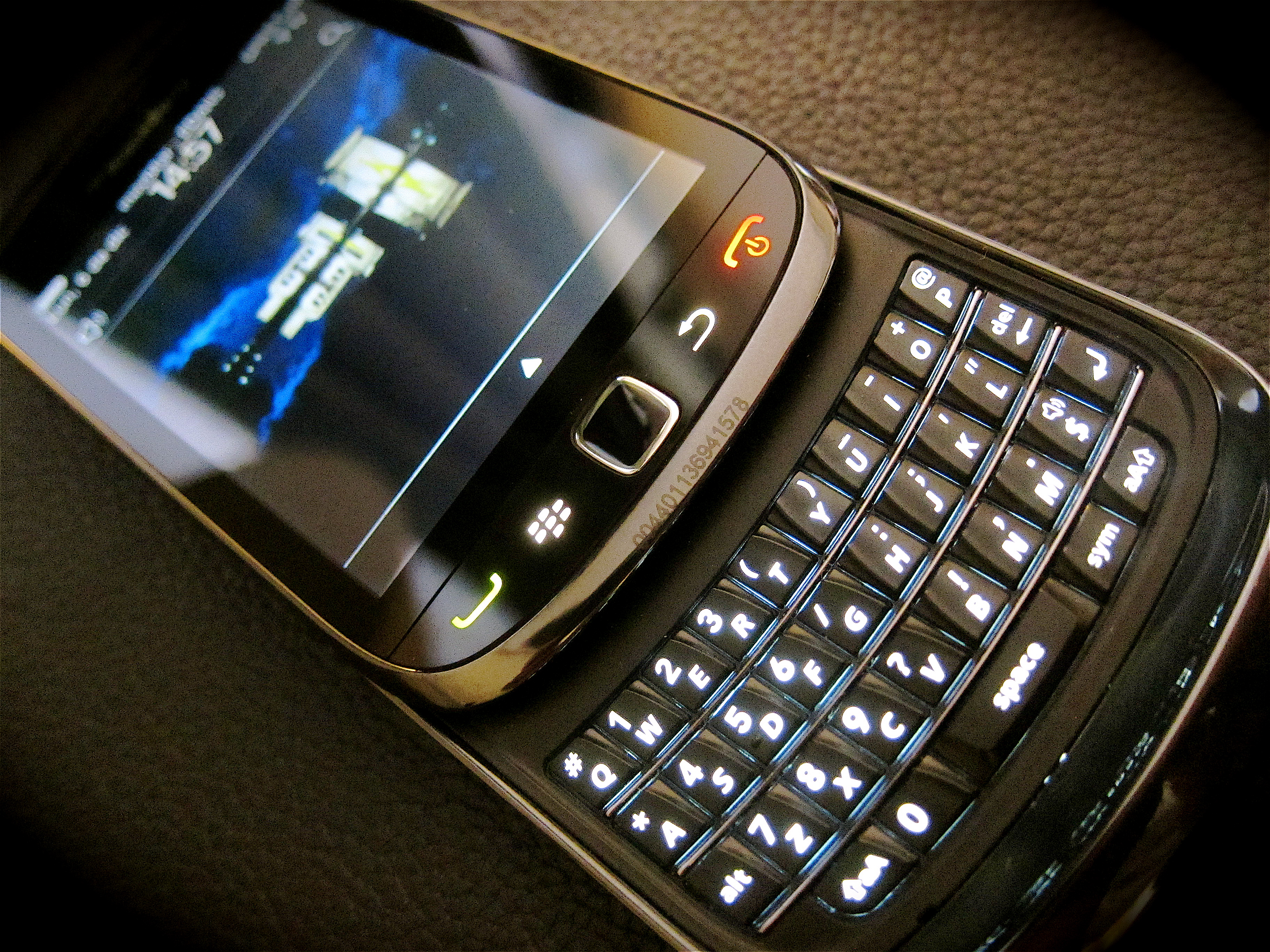
BlackBerry Torch

| Suscriptores de BlackBerry desde 2003 | Fechas             |
| ------------------------------------- | ------------------ |
| 534 000                               | marzo de 2003      |
| 1 069 000                             | febrero de 2004    |
| 2 510 000                             | febrero de 2005    |
| 4 900 000                             | marzo de 2006      |
| 8 000                                 | marzo de 2007      |
| 14 000                                | marzo de 2008      |
| 25 000                                | febrero de 2009    |
| 41 000                                | febrero de 2010    |
| 70 000                                | agosto de 2011     |
| 77 000                                | marzo de 2012      |
| 79 000                                | diciembre de 2012  |
| 76 000                                | marzo de 2013      |
| 72 000                                | junio de 2013.     |
| 79 000                                | septiembre de 2013 |
| 76 000                                | noviembre de 2013  |
| 71 000                                | marzo de 2013      |
| 69 000                                | mayo de 2013       |
| 60 000                                | septiembre de 2013 |
| 56 000                                | noviembre de 2013  |
| 50 000                                | marzo de 2014      |
| 46 000                                | septiembre de 2014 |
| 37 000                                | febrero de 2015    |
| 33 000                                | junio de 2015      |
| 30 000                                | septiembre de 2015 |
| 25 000                                | diciembre de 2015  |

## Modelos
Dispositivos antiguos
- Primeros modelos: 850, 857, 950, 957
- Serie Monocromático basado en Java: 5000, 6000
- Serie de Primer color: 7200, 7500, 7700
- Teléfono serie First SureType: 7100

Blackberry 4
- BlackBerry 8800 (2007): BlackBerry 8800/8820/8830
- BlackBerry Pearl (2006): BlackBerry Pearl 8100/8110/8120/8130
- BlackBerry Pearl Flip (2008): BlackBerry Pearl Flip 8220/8230
- BlackBerry Curve (2007):  Curve 8300 (8300/8310/8320/8330/8350i)

BlackBerry 5
- BlackBerry Bold (2008–2010): BlackBerry Bold 9000
- BlackBerry Tour (2009): BlackBerry Tour (9630)
- BlackBerry Storm (2009): BlackBerry Storm2 (9520/9550)
- BlackBerry Storm (2008): BlackBerry Storm (9500/9530)
- BlackBerry Curve (2009–2010): BlackBerry Curve 8900 (8900/8910/8980)
- BlackBerry Curve (2009): BlackBerry Curve 8520/8530

BlackBerry 6
- BlackBerry Torch (2010): BlackBerry Torch 9800
- BlackBerry Curve (2010): BlackBerry Curve 9300
- BlackBerry Style 9670 (2010)
- BlackBerry Pearl (2010): BlackBerry Pearl 3G 9100/9105
- BlackBerry Bold (2010–2011): BlackBerry Bold 9650/9700/9780/9788

BlackBerry 7
- BlackBerry Bold (2011-2014): BlackBerry Bold 9900/9930/9790/9720
- BlackBerry Porsche Design (2012): BlackBerry Porsche Design P'9981
- BlackBerry Torch (2011): BlackBerry Torch 9810
- BlackBerry Torch (2011): BlackBerry Torch 9850/9860
- BlackBerry Curve (2011-2012): BlackBerry 9350/9360/9370/9380/9320/9330

BlackBerry 10
- BlackBerry Q10 (2013)
- BlackBerry Q5(2013)
- BlackBerry Z10 (2013)
- BlackBerry Porsche Design P'9982 (2013)
- BlackBerry Z30 (2013)
- BlackBerry Z3  (2014)
- BlackBerry Porsche Design P'9983(2014)
- BlackBerry Passport (2014)
- BlackBerry Classic (2014)
- BlackBerry Leap (2015)

Sistema Operativo Android
- BlackBerry Priv  (2015)
- BlackBerry DTEK50 (2016)
- BlackBerry DTEK60 (2016)
- BlackBerry DTEK70 (2017)
- BlackBerry KeyOne (2018)
- BlackBerry Key2 (2021)